# Präsidentschaftswahlen in Osttimor 2017

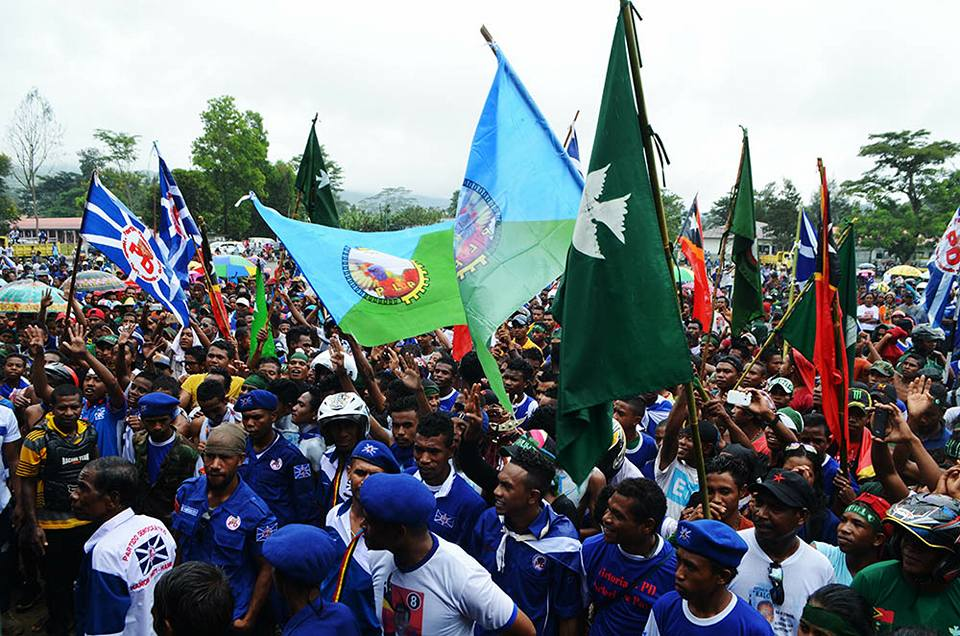
Wahlkampfveranstaltung von António da Conceição in Gleno. Die Zuschauer schwenken Flaggen der Parteien PD, PLP und KHUNTO

Die Präsidentschaftswahlen in Osttimor 2017 bestimmten regulär das Staatsoberhaupt des südostasiatischen Landes. Sie fanden am 20. März 2017 statt. Eine Stichwahl, die für den 20. April 2017 geplant gewesen wäre, wurde nicht nötig, weil sich der Kandidat der FRETILIN Francisco Lú-Olo Guterres bereits im ersten Wahlgang mit der absoluten Mehrheit der Stimmen durchsetzte. Der neue Präsident Osttimors wurde am 20. Mai 2017 in das Amt eingeführt.

## Allgemein
Insgesamt wurden 743.150 Wähler in Osttimor registriert, ein Fünftel davon in der Landeshauptstadt Dili. Unter den registrierten Wählern waren auch 1.332 Osttimoresen aus Übersee, die erstmals an den Wahlen teilnehmen konnten. Die Registrierung führte für sie aber zu Problemen. Die Osttimoresen in Europa mussten sich in der Botschaft in Lissabon persönlich registrieren lassen, was für die zahlreichen Osttimoresen aus Irland und dem Vereinigten Königreich eine weite Anreise bedeutet hat. In Australien, wo 9.226 Osttimoresen leben, konnten die Wähler nur in den osttimoresischen Generalkonsulaten in Sydney und Darwin ihre Stimme abgeben, obwohl es auch in Melbourne eine große osttimoresische Gemeinde gibt. Es gab weder die Möglichkeit einer früheren Stimmenabgabe, noch eine Briefwahl. Nur 889 Wähler haben sich in Australien registrieren lassen. In Lissabon registrierte man Wähler. 51 % aller Wahlberechtigten sind, laut Zahlen von 2016, zwischen 17 und 35 Jahre alt. Zwischen 36 und 59 Jahren sind 33 %. 16 % der Wähler sind 60 Jahre oder älter. 1.370 Wahlberechtigte sind Stand Dezember 2016 16 Jahre alt.
Es waren die ersten Präsidentschaftswahlen, die Osttimor ohne Unterstützung der Vereinten Nationen organisierte. Problematisch war zum Beispiel der Transport von Wahlurnen aus unzugänglichen Regionen des Landes, ohne die UN-Hubschrauber. Für die Wahlen wurden 944 Wahllokale an 696 Standorten eingerichtet, wofür 693 Wachleute und 9410 Wahlhelfer eingesetzt wurden. Landesweit waren zusätzlich etwa 120 Mitarbeiter des Secretariado Técnico de Administração Eleitoral (STAE) tätig. STAE-Mitarbeiter waren an weißen Mützen mit dem STAE-Logo zu erkennen. Mitarbeiter der Comissão Nacional de Eleições (CNE) trugen besondere T-Shirts.
Mehr Einfluss als die traditionellen Medien hatten Facebook und andere Netzwerke, die bei der jungen Generation sehr beliebt sind.

## Regularien
Die Regierung änderte 2016 einige Bestimmungen im Wahlgesetz. Das Wahlalter wurde auf mindestens 16 Jahre gesenkt. Erstmals nahmen damit Wähler teil, die während der indonesischen Besatzung (1975–1999) noch nicht gelebt haben. 
Die Kandidaten mussten bis zum 5. Februar 2017 dem Tribunal de Recurso de Timor-Leste gemeldet werden. Am 16. Februar wurden sie dann vom Gericht bestätigt und zwischen dem 19. und 21. Februar offiziell vom STAE bekanntgegeben. Voraussetzung für die Teilnahme an den Wahlen waren die Unterschriften von 5.000 Unterstützern, wobei aus jeder der 13 Gemeinden mindestens 100 Unterschriften kommen mussten.
Das offizielle Endergebnis soll zwischen dem 23. und 25. März verkündet werden. Einsprüche können bis zum 2. April eingereicht werden. Internationale Wahlbeobachter kamen von der Europäischen Union und der Australia Timor-Leste Election Observer Mission (ATLEOM). Dazu kamen ein paar Vertreter der ansässigen Botschaften anderer Staaten und nationale Wahlbeobachter.

## Kandidaten
| Nr. | Bild                                | Name                      |
| --- | ----------------------------------- | ------------------------- |
| 1   |                                     | Antonio Maher Lopes       |
| 2   | Francisco Lú-Olo Guterres(FRETILIN) | Francisco Lú-Olo Guterres |
| 3   |                                     | Amorim Vieira             |
| 4   |                                     | José Neves                |
| 5   |                                     | José Luís Guterres        |
| 6   |                                     | Angela Freitas            |
| 7   |                                     | Luís Alves Tilman         |
| 8   |                                     | António da Conceição      |

Logo von José Neves

Der derzeitige Präsident Osttimors Taur Matan Ruak erklärte in einem Interview im Dezember 2016, dass er nicht für eine zweite Amtszeit kandidieren werde. Am 3. März 2017 bestätigte er bisherige Vermutungen, dass er mit der neu gegründeten Partidu Libertasaun Popular (PLP) bei den im Juli stattfindenden Parlamentswahlen antreten will, um Premierminister zu werden. Auch der Friedensnobelpreisträger, ehemalige Präsident und Premierminister José Ramos-Horta lehnte, trotz vielfacher Aufforderung, eine erneute Kandidatur ab.
Bis zum Ende der Frist reichten acht Personen ihre Kandidatur ein.
Für die kleine Partido Socialista de Timor (PST) trat ihr stellvertretender Generalsekretär Antonio Maher Lopes (Kampfname: Fatuk Mutin) an. Die Kür zum Kandidaten erfolgte am 2. Oktober 2016 durch das Zentralkomitee der Partei.
Am 26. Oktober 2016 erklärte José Samala-Rua Neves seine Kandidatur als Unabhängiger. Bis Juli 2016 war er stellvertretender Kommissar der Comissão Anti-Corrupção (CAC).
Francisco Lú-Olo Guterres, der Vorsitzende der FRETILIN trat nach 2007 und 2012 zum dritten Mal als Kandidat seiner Partei an. Xanana Gusmão, ehemaliger Premierminister und Staatspräsident, und Vorsitzender des Congresso Nacional da Reconstrução Timorense CNRT, sagte Lú-Olo seine Unterstützung zu. Damit standen die beiden größten Parteien des Landes hinter Lú-Olo. Weitere Unterstützer waren die beiden Parteineugründungen Partido Esperança da Pátria PEP und Centro Acção Social Democrata Timorense CASDT.
Zum zweiten Mal nach 2012 trat José Luís Lugu Guterres, Vorsitzender der Frenti-Mudança (FM) und ehemaliger Außenminister an. Diesmal bewarb er sich als unabhängiger Kandidat.
Am 25. Januar reichte Amorim Vieira als Unabhängiger seine Kandidatur beim Tribunal de Recurso ein. Er lebte früher in Schottland und war dort in der Scottish National Party in East Kilbride aktiv.
Als sechster Kandidat erklärte António Kalohan da Conceição seine Kandidatur. Der damalige Staats- und Bildungsminister trat für die Partido Democrático (PD) an. Nach dem Bruch der Regierungskoalition hatte Conceição zunächst, wie alle anderen Minister der PD, seine Parteimitgliedschaft ruhen lassen, um die Stabilität der Regierung zu gewährleisten. Dann übernahm er aber die Führung der PD und wurde nun als ihr Kandidat nominiert. Unterstützung erhielt die PD von der kleineren Partei KHUNTO. Daneben unterstützte Conceição im Wahlkampf auch die PLP und Isabel da Costa Ferreira, der Gattin des Staatspräsidenten, die gemeinsam mit dem Kandidaten auftrat. Conceiçãos Wahlslogan war „Friedliche Politik“.
Am 1. Februar kündigte Angela Freitas, die Parteivorsitzende der Partido Trabalhista (PT) an, dass sie zur Wahl antreten werde. 2012 war ihre Kandidatur bereits vor dem Wahlgang gescheitert, weil sie nicht die nötigen 5000 Unterschriften von Unterstützern vorlegen konnte. 2007 hatte sie ihre Kandidatur zurückgezogen, mit der Begründung die „ärmliche und instabile Situation“ lasse keine korrekten Wahlen zu.
Am 5. Februar reichte als letzter Luís Mau-Hunu Alves Tilman seine Kandidatur ein. Vor seiner Kandidatur war der Präsident der Industrie- und Handelskammer Osttimors in Ermera überregional kaum bekannt.
Lú-Olo hatte 13.000 Unterschriften von Unterstützern vorgelegt, Conceição 9.000 und José Luís Guterres 7.700. Bei sechs Kandidaten wurde vom STAE noch länger geprüft, ob sie die Bedingungen für die Unterstützungslisten erfüllt haben. Bei den eingereichten Unterschriften wurden mehrere Unregelmäßigkeiten festgestellt, wie doppelte Unterschriften, Personen, die mehrere Kandidaten unterstützen und minderjährige Unterzeichner. Das STAE informierte das Tribunal und dieses gab den Einreichenden zwei Tage Zeit für Nachbesserungen. Am 17. Februar wurde die Reihung der acht Kandidaten auf dem Wahlschein von Gerichtspräsident Guilhermino da Silva ausgelost und bekannt gegeben. Alle acht wurden zur Teilnahme zugelassen.
Am selben Tag kritisierte Antonio Maher Lopes das Tribunal, es würde unterschiedliche Maßstäbe anwenden. Bei ihm wurde abgelehnt seinen Kampfnamen Fatuk Mutin auf dem Wahlschein mitaufzunehmen. Bei dem FRETILIN-Kandidat Francisco Guterres soll der Kampfname Lú-Olo genannt werden.
Beobachter spekulierten, dass es zu Verschiebungen im Machtgefüge kommen werde. Die jüngere Generation habe weniger eine Bindung zu den alten Helden des Unabhängigkeitskampfes und habe mehr die Themen Bildung und Arbeitsplätze im Auge. Das sollte auf Kosten der FRETILIN und des CNRT gehen. Trotzdem galt Lú-Olo als Favorit, gewisse Chancen wurden nur António da Conceição zugestanden.
Die FRETILIN hatte bei der letzten Wahl ihre Hochburgen im Osten des Landes, während der CNRT bei den Parlamentswahlen 2012 im Westen Stimmen holte. Der inzwischen verstorbene Kandidat der Partido Democrático PD Fernando de Araújo gewann bei den Präsidentschaftswahlen 2012 im Westen.

## Wahlkampf

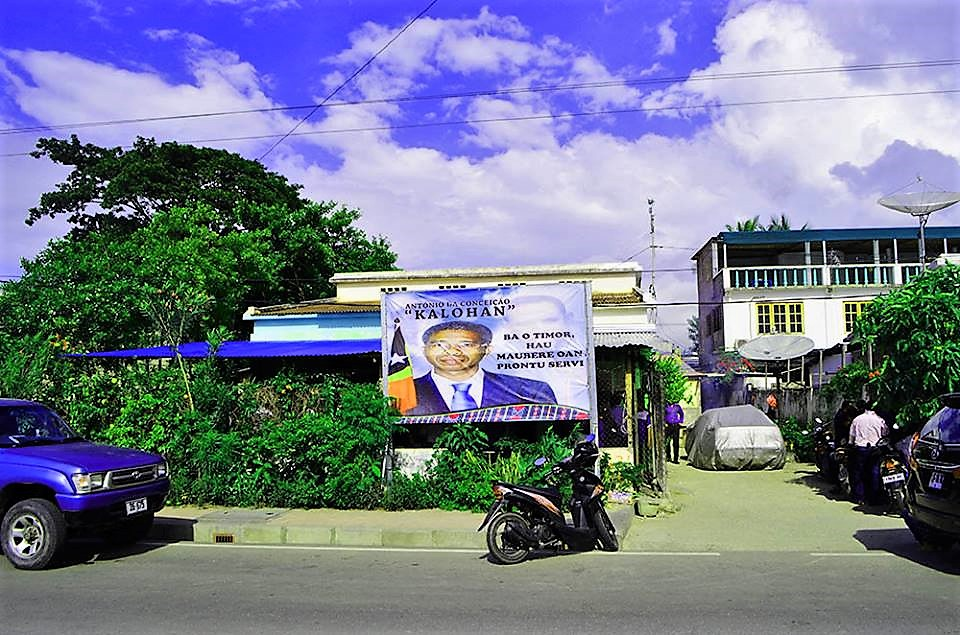
Wahlkampfzentrale von António da Conceição in Bairro Pite

Der offizielle Wahlkampf lief vom 3. bis zum 17. März, drei Tage vor der Abstimmung.
In der Vorwahlkampfzeit wurden nur vier Zwischenfälle registriert, bei denen es zu kleineren Zusammenstößen zwischen politischen Gegnern kam. Am 2. März nahmen die acht Kandidaten an einer Prozession mit 5000 Teilnehmern teil. Sie führte von der Kirche São José zu einer Mariengrotte bei der Bischofsresidenz. Auf dem Weg wurde der Rosenkranz gesungen. Am Marienschrein unterzeichneten die Kandidaten eine Vereinbarung, mit der sie sich zu einem friedlichen Wahlkampf verpflichteten.
Auch der Beginn des Wahlkampfs verlief relativ ruhig. Am 3. März, dem ersten Tag der heißen Phase, wurden nur vier Anhänger der PD von der Polizei verhaftet, nachdem sie Steine auf Autos und Motorräder von FRETILIN-Anhängern geworfen hatten, die von einer Kundgebung in Dili heimkehrten. Es entstand nur Sachschaden. In Oe-Cusse Ambeno wurde ein Mann kurzzeitig verhaftet, weil er mit einer Flagge der FRETILIN bei einer Wahlkampfveranstaltung von António da Conceição erschien. FRETILIN und CNRT verboten daraufhin ihren Anhängern nachdrücklich mit Parteiflaggen auf Veranstaltungen anderer Kandidaten als von Lú-Olo aufzutreten.
Am 18. März wich Lú-Olo in einem Interview mit den australischen Fairfax Media von der bisherigen Regierungsposition ab, indem er offen ließ, ob zukünftig das Erdgas aus der Timorsee per Pipeline nach Osttimor geleitet werden soll oder wie bisher nach Australien. Die Forderung Osttimors nach der Schaffung eines großen Industriekomplexes an der Südküste zur Verarbeitung der Produktion aus den Gasfeldern zwischen den Ländern ist, neben der Frage der Aufteilung der Gewinne, Teil eines längeren Streits zwischen den Australien und Osttimor. Wenige Stunden später dementierte das Büro von Lú-Olo die Aussage und erklärte, der Kandidat siehe in dem Bau des 1,4 Milliarden US-Dollar teuren Tasi Mane-Großprojekts die einzige Option.

## Wahltag und Ergebnis
| Ergebnis der Präsidentenwahl in Osttimor am 20. März 2017 |         |          |
| Kandidat (Partei)                                         | Stimmen | %        |
| Antonio Maher Lopes (PST)                                 | 9.102   | 1,8 %    |
| Francisco Lu-Olo Guterres (FRETILIN)                      | 295.048 | 57,1 %   |
| Amorim Vieira (unabhängig)                                | 4.283   | 0,8 %    |
| José Samala-Rua Neves (unabhängig)                        | 11.663  | 2,3 %    |
| José Luís Lugu Guterres (unabhängig, FM-Vorsitzender)     | 13.513  | 2,6 %    |
| Angela Freitas (PT)                                       | 4.353   | 0,8 %    |
| Luís Mau-Hunu Alves Tilman (unabhängig)                   | 11.125  | 2,2 %    |
| António Kalohan da Conceição (PD)                         | 167.794 | 32,5 %   |
| gültige Stimmen                                           | 516.881 | 97,71 %  |
| ungültige Stimmen                                         | 8.989   | 1,70 %   |
| leere Stimmzettel                                         | 2.911   | 0,55 %   |
| zurückgewiesene Stimmzettel                               | 32      | 0,01 %   |
| Gesamt (Wahlbeteiligung: 71,16 %)                         | 528.813 | 100,00 % |

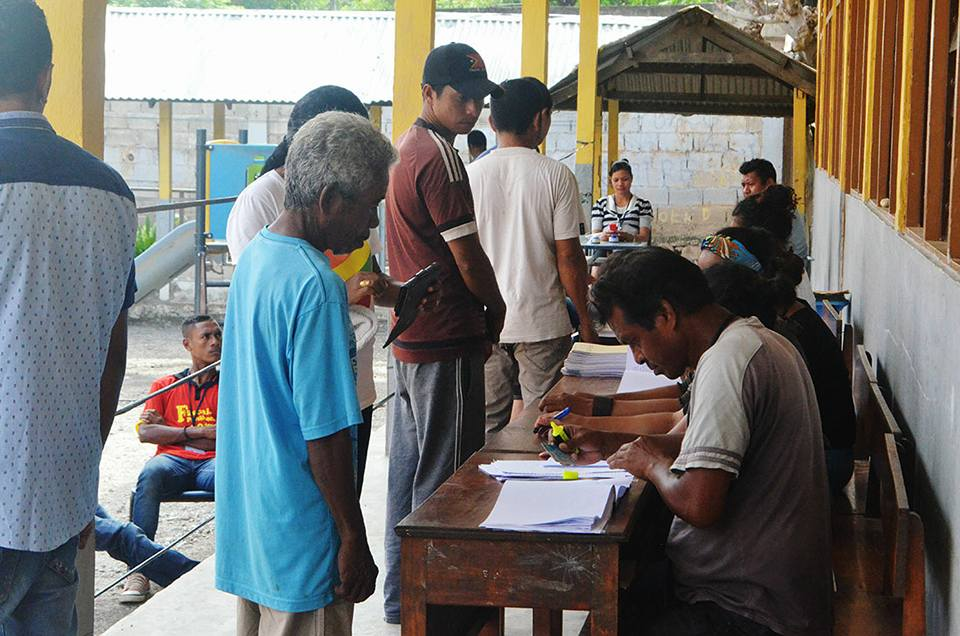
Wahllokal in Meti Aut (Dili)

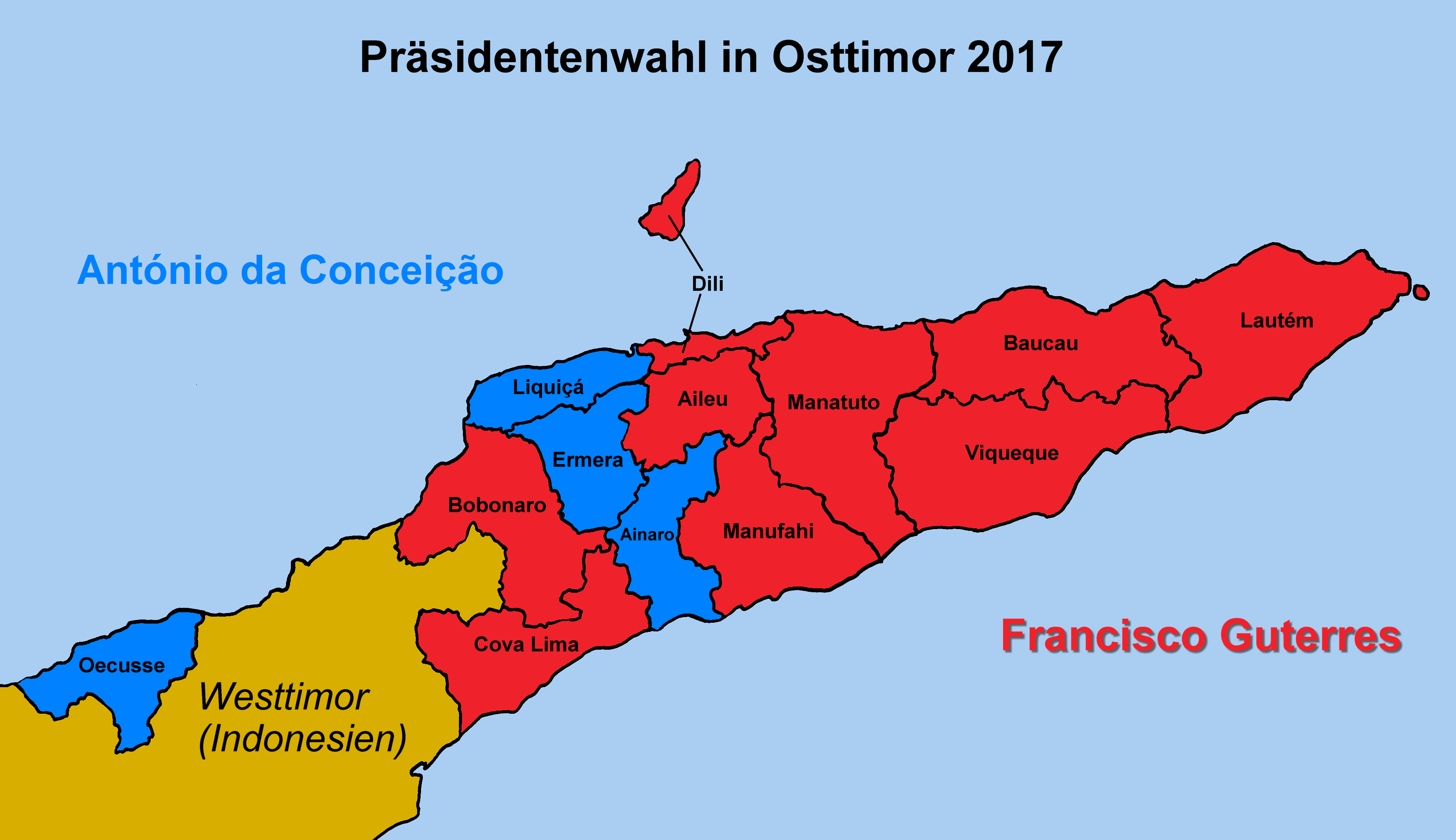
Die stärksten Kandidaten in den jeweiligen Gemeinden

Die Stimmabgabe fand zwischen 7 Uhr morgens und 3 Uhr nachmittags statt, wobei die meisten Wähler, wie schon früher, am Morgen kamen, so dass bereits mittags die meisten Stimmen eingesammelt waren. Der Tag verlief friedlich.
Nach dem vorläufigen Endergebnis lag Lú-Olo mit 57,08 % vorn. Conceição lag bei 32,47 %. Er gratulierte Lú-Olo zu dessen Wahlsieg bereits am 21. März. Die übrigen sechs Kandidaten teilten sich die verbleibenden 10 %.
Lú-Olo gewann in neun Gemeinden Osttimors (Aileu, Baucau, Bobonaro, Cova Lima, Dili, Lautém, Manatuto, Manufahi, Viqueque). In sieben davon erreichte er die absolute Mehrheit. Conceição konnte in Ainaro, Ermera und Liquiçá die Wahl für sich entscheiden. Auffällig war das Ergebnis der Auszählung in Oe-Cusse Ambeno, wo Lú-Olo und Conceição Kopf an Kopf lagen und der PD-Kandidat schließlich die Nase vorn hatte. In der Sonderwirtschaftszone leitet der FRETILIN-Generalsekretär Marí Alkatiri die lokale Regierung.
Lú-Olo hatte sein bestes Ergebnis mit 82,79 % in seiner Heimatgemeinde Viqueque, sein schlechtestes mit 41,35 % in Liquiçá, woher Conceição stammt. Hier erhielt der PD-Kandidat 49,82 %, während er in Viqueque sein schlechtestes Ergebnis mit 9,67 % in Viqueque einfuhr. Auch in den drei Wahllokalen außerhalb Osttimors gewann Lú-Olo: In Lissabon mit 65,61 %, Sydney mit 64 % und Darwin mit 47,88 %.
| Stimmen der Kandidaten in den einzelnen Gemeinden     |        |        |        |          |           |         |        |        |         |          |          |                 |          |            |          |         |
| Kandidat/Gemeinde                                     | Aileu  | Ainaro | Baucau | Bobonaro | Cova Lima | Dili    | Ermera | Lautém | Liquiçá | Manatuto | Manufahi | Oe-Cusse Ambeno | Viqueque | Australien | Portugal | Gesamt  |
| Antonio Maher Lopes (PST)                             | 649    | 590    | 875    | 1.005    | 487       | 1.848   | 853    | 440    | 400     | 564      | 367      | 465             | 552      | 4          | 3        | 9.102   |
| Francisco Lu-Olo Guterres (FRETILIN)                  | 11.656 | 12.690 | 41.949 | 18.676   | 16.288    | 64.498  | 22.022 | 20.061 | 12.998  | 13.492   | 14.374   | 13.976          | 32.054   | 127        | 187      | 295.048 |
| Amorim Vieira (unabhängig)                            | 157    | 255    | 369    | 405      | 223       | 559     | 556    | 797    | 188     | 160      | 202      | 231             | 177      | 3          | 1        | 4.283   |
| José Samala-Rua Neves (unabhängig)                    | 324    | 511    | 941    | 1.386    | 677       | 2.895   | 2.050  | 245    | 1.167   | 383      | 342      | 334             | 401      | 1          | 6        | 11.663  |
| José Luís Lugu Guterres (unabhängig, FM-Vorsitzender) | 490    | 573    | 2.848  | 1.093    | 748       | 2.974   | 932    | 682    | 490     | 440      | 654      | 354             | 1.196    | 15         | 24       | 13.513  |
| Angela Freitas (PT)                                   | 153    | 255    | 417    | 750      | 258       | 657     | 640    | 166    | 141     | 165      | 289      | 224             | 235      | 3          | 0        | 4.353   |
| Luís Mau-Hunu Alves Tilman (unabhängig)               | 581    | 503    | 854    | 644      | 429       | 2.653   | 2.874  | 334    | 387     | 319      | 556      | 613             | 364      | 12         | 2        | 11.125  |
| António Kalohan da Conceição (PD)                     | 9.414  | 12.941 | 9.308  | 18.018   | 10.048    | 30.899  | 22.049 | 6.869  | 15.659  | 7.283    | 7.276    | 14.148          | 3.745    | 75         | 62       | 167.794 |
| Gesamt                                                | 23.424 | 28.318 | 57.561 | 41.977   | 29.158    | 106.983 | 51.976 | 29.594 | 31.430  | 22.806   | 24.060   | 30.345          | 38.724   | 240        | 285      | 516.881 |

Auch wenn es lange Schlangen gab, war die landesweite Wahlbeteiligung mit 71,16 % etwas geringer als 2012 (73,12 %). Die höchste Wahlbeteiligung gab es in Aileu mit 81,49 %, die niedrigste in Manufahi mit 68,05 %.
Die von ATLEOM registrierten Unregelmäßigkeiten und Probleme waren überschaubar, nur das Tragen von Parteisymbolen auf der Kleidung von Unterstützern in Wahllokalen war weit verbreitet, obwohl Parteiwerbung grundsätzlich verboten war. Dies betraf vor allem Wahlbeobachter der FRETILIN, die rot-gelbe Hemden trugen. Obwohl es verboten war, wurden auch Handys und Kleinkameras in die Wahlkabine mitgenommen und der Stimmzettel fotografiert. Dadurch besteht grundsätzlich die Gefahr, dass Stimmen gekauft werden und die Fotos als Beleg verwendet werden.